# Gislaveds samrealskola och kommunala gymnasium
Gislaveds samrealskola och kommunala gymnasium i Gislaved var verksamt som läroverk från 1944 till 1966.

## Historia
Den första högre skolan i Gislaved var en privat samskola som startade 1919 och som inte hade examinationsrätt. 1925 las skolan ner. 1938 startade en högre folkskola, som 1943 ombildades till en kommunal mellanskola  som i perioden mellan 1946 och 1950 ombildades till en samrealskola och från 1962 fanns här ett kommunalt gymnasium. Skolan kommunaliserades 1966 och skolan namnändrades därefter till Gärdesskolan och gymnasiedelen överfördes till nya lokaler 1971 och fick efter 1985 namnet Gislaveds gymnasium. Högstadiet som var kvar vid den gamla byggnaden fick namnet Lundåkersskolan. Studentexamen gavs från 1965 till 1968 och realexamen från 1943 till 1971.

Skolbyggnaden uppfördes 1949 och tillbyggdes 1957.